# SP Tre Fiori
S.P. Tre Fiori este o echipă de fotbal din San Marino.

## Titluri
- Campionato Sammarinese di Calcio: 6

1987-88, 1992-93, 1993-94, 1994-95, 2008-09,2009-10
- Coppa Titano: 7

1965-66, 1970-71,1973-74,1974-75,1984-85, 2009-10, 2018-19
- Trofeul Federeal San Marino: 2

1990-91, 1992-93

## Tre Fiori în Europa

### Meciuri
| Sezon     | Competiție            | Echipa adversă    | Scor      |
| --------- | --------------------- | ----------------- | --------- |
| 2010-2011 | Liga Campionilor UEFA | FK Rudar Pljevlja | 1-7       |
| 2009-2010 | Liga Campionilor UEFA | UE Sant Julià     | 2-2(4-5p) |

### Statistici
| Competitie            | Vic. | Ega. | Inf. |
| --------------------- | ---- | ---- | ---- |
| Liga Campionilor UEFA | 0    | 2    | 2    |